# Korogwe (TC)
Korogwe (TC) (Korogwe Town Council, auch Korogwe Mjini genannt)  ist ein Distrikt der Region Tanga in Tansania. Er grenzt im Süden an den Distrikt Handeni und ist sonst vom Distrikt Korogwe (DC) umschlossen. Das Verwaltungszentrum liegt in der Stadt Korogwe.

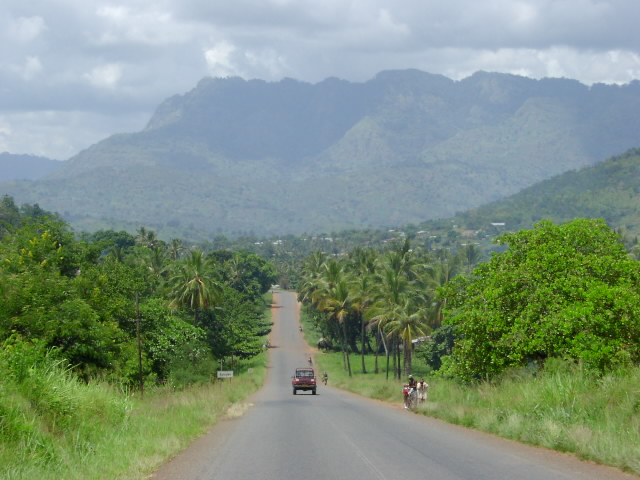
Straße nach Korogwe, im Hintergrund die Usambara-Berge

## Geographie
Der Distrikt hat eine Fläche von 212 Quadratkilometern und 86.551 Einwohner (Volkszählung 2022). Der tiefste Punkt im Südosten liegt unter 300 Meter über dem Meer, der Anstieg zu den Usambara-Bergen im Norden erreicht Höhen von über 700 Metern. Der größte Fluss ist der Pangani, in den auch der Luengera mündet. 
Das Klima in Korogwe ist tropisch, Am nach der effektiven Klimaklassifikation. Im Jahresdurchschnitt fallen 1271 Millimeter Regen. Sie sind auf alle Monate des Jahres aufgeteilt mit einer Spitze im April. Die Durchschnittstemperatur schwankt zwischen 21,3 Grad Celsius im Juli und 26,5 Grad im Februar.

## Geschichte
Korogwe (TC) wurde 2005 als Distrikt gegründet.

## Verwaltungsgliederung
Der Distrikt besteht aus dem einen Wahlkreis (Jimbo) Korogwe Mjini und elf Bezirken (Kata):
- Bagamoyo
- Kilole
- Kwamsisi
- Kwamndolwa
- Magunga
- Majengo
- Manundu
- Masuguru
- Ngombezi
- Mtonga
- Old Korogwe

## Bevölkerung
Die Einwohnerzahl stieg von 52.857 bei der Zählung 2002 auf 68.308 im Jahr 2012 und erreichte 74.683 im Jahr 2016. Bei der Volkszählung 2022 hatte der Distrikt 86.551 Einwohner, was einem jährlichen Wachstum von 2,4 Prozent entspricht.

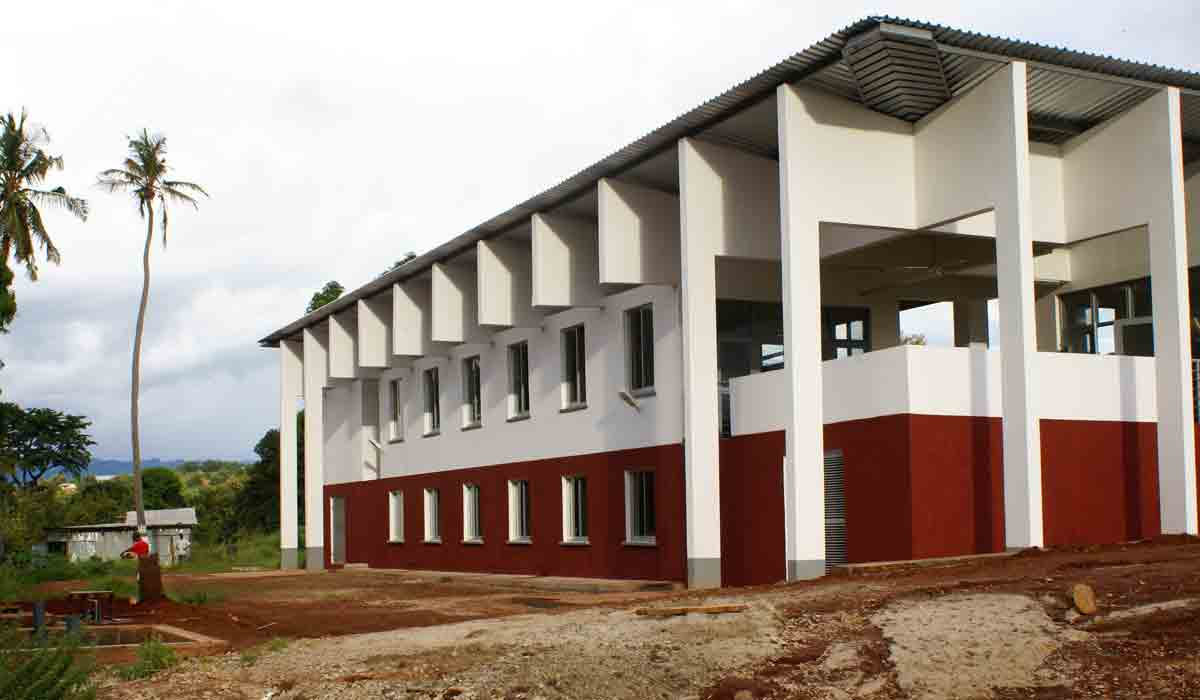
Krankenhaus (Medical Research Center)

## Einrichtungen und Dienstleistungen
- Bildung: Im Distrikt befinden sich 29 staatliche Grundschulen und 9 staatliche weiterführende Schulen.[7]
- Gesundheit: Medizinisch versorgt wird die Bevölkerung durch ein Krankenhaus, ein Gesundheitszentrum und acht Apotheken.[7]

## Wirtschaft und Infrastruktur
Durch seine verkehrsgünstige Lage ist Korogwe (TC) ein wichtiges Handels- und Dienstleistungszentrum.
- Landwirtschaft: Angebaut werden überwiegend Mais, Reis, Maniok, Bohnen, Bananen, Sisal, Mango und Orangen. Außerdem werden Ziegen, Schafe, Rinder, Schweine und Hühner gehalten. Wegen der Landknappheit wird eine intensive Landwirtschaft betrieben, die zu einer Verschlechterung des Bodens geführt hat.[8]
- Eisenbahn: Durch Korogwe (TC) verläuft die Usambarabahn.[9]
- Straße: Korogwe liegt an der asphaltierten Nationalstraße T2, die im Süden bei Chalinze auf die T1 nach Daressalam trifft und nach Norden nach Arusha führt.[10][1]

## Politik
In den Stadtrat werden 16 Mitglieder gewählt. Davon sind 11 Stadträte von je einer der 11 Gemeinden, 4 Sondersitze für Frauen und ein Parlamentsmitglied.

## Sonstiges
- Kirche: Die Anglikanische Kirche hat einen Bischofssitz in Korogwe.[12]